# Vincent Borko
Vincent Borko (* 1998) ist ein deutscher Synchronsprecher.

## Leben
Als Synchronsprecher lieh Borko unter anderem Rico Rodriguez in Modern Family, Cameron Ocasio in Sam & Cat und Gavin MacIntosh in The Fosters seine Stimme. Außerdem war er in Filmen wie Das erstaunliche Leben des Walter Mitty zu hören.
Borko ist der ältere Bruder der Synchronsprecherin Celina Borko.

## Synchronrollen

### Filme und Serien (Auswahl)
- Khamani Griffin in Wolkig mit Aussicht auf Fleischbällchen 2
- Ron Caldwell in Flight
- Jacob Bertrand in Verflixt! – Murphys Gesetz und Marvin Marvin
- Marcus Antturi in Das erstaunliche Leben des Walter Mitty
- Rico Rodriguez in Modern Family als Manny Delgado
- Charles Henry Wyson in Shameless
- Cameron Ocasio in Sam & Cat als Dice
- Gavin MacIntosh in The Fosters als Connor Stevens
- Lucius Hoyos in Heroes Reborn als Jose Gutierrez
- Hayden Byerly in Parenthood
- Karl in Wickie und die starken Männer
- Summsi in Die Biene Maja
- Andrzej und Kamil Tkacz in Lauf Junge lauf als Srulik Fridman alias Jurek Staniak[1]
- Gilbert Blythe in Anne with an E
- Aidan Gallagher in The Umbrella Academy als Nummer Fünf
- Benjamin Wadsworth in Deadly Class als Marcus Lopez Arguello
- Oikawa in Charlotte (Anime)
- André Lamoglia in Élite als Iván
- Sebastian Croft in Heartstopper als Ben Hope
- Kenshou Ono in Spy × Family als Yuri Briar
- Diego Tinoco in On my block als Cesar Diaz (2. Stimme)
- Kouki Miyata in Free! the Final Stroke - the Second Volume als Aiichiro Nitori
- Yūki Kaji in JoJo’s Bizarre Adventure: Diamond is Unbreakable als Koichi Hirose
- Natsuki Hanae als Ken „Okarun“ Takakura in Dandadan

### Videospiele (Auswahl)
- 2025: Assassin’s Creed Shadows, als Furuta Tanji